# Live is Life (película)
Live is Life. La gran aventura es una película española de 2022 de comedia y drama dirigida por Dani de la Torre. Está protagonizada por Adrián Baena, Juan del Pozo, Raúl del Pozo, David Rodríguez y Javier Casellas.

## Sinopsis
Verano 1985. Como cada año, Rodri deja Cataluña y vuelve al pueblo gallego de sus padres para reencontrarse con su pandilla. Sin embargo, este año es distinto para él y sus amigos. Los problemas del mundo real empiezan a aparecer en sus vidas amenazando con separarles. Aferrándose a la amistad que les une, los cinco amigos planean escaparse la noche de San Juan en busca de una flor mágica que, según cuenta la leyenda, crece en lo alto de una montaña y puede hacer que los deseos se hagan realidad. Porque su único deseo ahora es resolver el problema de su amigo en apuros y con ello poder seguir juntos.

## Reparto
- Adrián Baena como Rodri
- Juan del Pozo como Álvaro
- Raúl del Pozo como Maza
- David Rodríguez como Suso
- Javier Casellas como Garriga

## Producción
La dirección de la película corre a cargo de Dani de la Torre, en su tercer largometraje como director tras El desconocido y La sombra de la Ley. Además, los guiones están escritos por Albert Espinosa. Atresmedia Cine, en colaboración con Buendía Estudios, 4 Cats Pictures y Live is Life AIE, produce la película que estrenará en cines Warner Bros., a cargo de la distribución.
En palabras del director sobre las referencias que ha manejado a la hora de rodar esta cinta: «He tenido en cuenta Los Goonies ya que soy muy fan de todo aquel cine de los 80, de Spielberg. Y he querido rendirle homenaje con esta historia. Igual gusta más a los padres que a los hijos».
Además, la película se trata de un homenaje a los años 80, a su tierra, a sus amigos y, sobre todo, a su madre: «Falleció cuando me llegó el guion, se puso enferma de cáncer. Antes de morir me pidió hacer esta película porque nunca había hecho nada así. Yo estaba muy unido a mi madre: ella me llevó al cine por primera vez a ver E.T., me compraba las películas, era muy cinéfila. Por eso para mí es tan especial».

## Rodaje
La película se rodó, en su gran mayoría, en localizaciones de Galicia, centrándose especialmente en la Ribeira Sacra. Con localizaciones en las provincias de Lugo y Orense. Además, parte del rodaje también tuvo lugar en Barcelona.

## Estreno
Tuvo su estreno oficial en el Festival de cine de Málaga el 6 de junio de 2021. Aunque el estreno nacional en cines iba a ser el 13 de agosto, fue posteriormente retrasado al 5 de noviembre debido a las complicaciones de estrenos en cines por el COVID-19. Finalmente, tuvo que ser nuevamente retrasada para el 3 de junio de 2022. En algunos países se estrenó en 2022 como película original de Netflix.